# Sisyrinchium chilense
Sisyrinchium chilense är en irisväxtart som beskrevs av William Jackson Hooker. Sisyrinchium chilense ingår i släktet gräsliljor, och familjen irisväxter. Inga underarter finns listade i Catalogue of Life.